# 久味国造
久味国造（くみのくにのみやつこ・くみこくぞう）は、後の令制国の伊予国中部、現在の愛媛県中部を支配した国造。
『先代旧事本紀』「国造本紀」によれば、応神天皇の御世に、神魂尊の13世孫の伊與主命を国造に定められたとされる。
久味国造は、のちの久米郡すなわち温泉郡の南部地区を統括し、その子孫がこの地域に土着し久米氏として繁栄した。律令制において設置された久米郡は、当国造の領域に一致すると推定され、郡司には久米直が任じられている。

## 参考資料
- 角川日本地名大辞典編纂委員会・編『角川日本地名大辞典（愛媛県）』 角川書店、1991年、ISBN 4-04-001390-5、26,273頁